# Orthogonioptilum septiguttata
Orthogonioptilum septiguttata är en fjärilsart som beskrevs av Gustav Weymer 1909. Orthogonioptilum septiguttata ingår i släktet Orthogonioptilum och familjen påfågelsspinnare. Inga underarter finns listade i Catalogue of Life.